# John Joseph Woods
John Joseph Woods (* 1849 in Tasmanien, Australien; † 1934 in Lawrence, Neuseeland) war neuseeländischer Lehrer und Komponist der Nationalhymne Neuseelands „God Defend New Zealand“. 

## Leben und Wirken
Geboren und aufgewachsen in Tasmanien als Sohn eines Soldaten erhielt John Woods eine gute Schulbildung der damaligen Mittelklasse. Er war recht talentiert, kreativ und vor allem sehr musikalisch. Von den zwölf Musikinstrumenten, die er spielen konnte, war die Violine sein bevorzugtes Instrument. Wann er nach Neuseeland kam, ist nicht bekannt.
Er war 27 Jahre alt und arbeitete zu der Zeit, als im The Advertiser ein Komponistenwettbewerb für eine neuseeländische Nationalhymne ausgeschrieben wurde, in der Goldgräberstadt Lawrence in der katholischen Schule als Lehrer. Der Text der Hymne, die in der Zeitung abgedruckt worden war, kam von Thomas Bracken (1843–1898). Der Gewinner des Wettbewerbs sollte als Preis für die beste Melodie zehn Guineas bekommen.
John Woods gewann den Wettbewerb und fand sich damit, als am ersten Weihnachtsfeiertag 1876 die Hymne erstmals gesungen wurde, als Komponist der neuseeländischen Nationalhymne in den Geschichtsbüchern wieder.
Woods war ein sozial engagierter Mensch, recht sportlich und Mitglied in zahlreichen Clubs und Gesellschaften. Er war Chorleiter in der katholischen Kirche des Ortes und mit seinem Übergang in den Ruhestand im Oktober 1931 der am längsten dienende Angestellter der damaligen Bezirksregierung. Für seine Integrität und sein Pflichtbewusstsein wurde er geschätzt.
Im Alter von 83 Jahren wurde ihm als erstem Mann in Neuseeland die Ehrung Freeman of the County nach britischer Tradition zuteil.
Außerdem wurde Woods noch als Experte für Narzissen (Osterglocken) bekannt. Seine Narzissensammlung soll über 300 Exemplare umfasst haben. Es verwundert, dass nicht mehr in den Geschichtsbüchern Neuseelands über diesen Mann zu finden ist.
John Joseph Woods verstarb im Alter von 85 Jahren in seiner Heimatstadt Lawrence.